# Kanton Jarnac
Jarnac is een kanton van het Franse departement Charente. Het kanton maakt deel uit van het arrondissement Cognac.

## Gemeenten
Het kanton Jarnac omvatte tot 2014 de volgende gemeenten:
- Bassac
- Chassors
- Fleurac
- Foussignac
- Houlette
- Jarnac (hoofdplaats)
- Julienne
- Les Métairies
- Mérignac
- Nercillac
- Réparsac
- Sainte-Sévère
- Sigogne
- Triac-Lautrait

Bij de herindeling van de kantons door het decreet van 20 februari 2014, met uitwerking op 22 maart 2015, werden daar 4 gemeenten aan toegevoegd:
- Bourg-Charente
- Saint-Même-les-Carrières

en 
- Gondeville en Mainxe die op 1 januari 2019 werden samengevoegd tot de fusiegemeente (commune nouvelle) Mainxe-Gondeville.